# Chocobo Racing
Chocobo Racing (チョコボレーシング ～幻界へのロード～ Chokobo Rēshingu ~Kutenkaihenorodo~?) es un videojuego del género de carreras para la videoconsola PlayStation, creado por la compañía de software japonesa Squaresoft, creadores de la aclamada saga Final Fantasy, lanzado en 1999
La forma del juego es similar a la impuesta por Mario Kart, según se avanza se corre en diferentes niveles y contra diferentes rivales, usando habilidades propias del personaje o magias repartidas por el escenario. La estrella del juego es el Chocobo, la popular mascota de la serie Final Fantasy. Otras figuras famosas aparecen el juego, como Mog el Moogle, el Mago Negro, o Cid. La mayoría de las melodías están sacadas también de la saga, dando aún más aire a la misma. También aparecen otros personajes invitados que no pertenecen a esta saga, como Aya Brea, de Parasite Eve.

## Jugabilidad
En Chocobo Racing, el jugador controla personajes del mundo de Chocobo's Dungeon (todos los iniciales más algunos desbloqueables como Bahamut y Cid) y Final Fantasy (todos ellos secretos como Squall y Cloud). Algunos jugadores lo hacen con karts, otros volando, conduciendo scooters, a pie... Se pueden elegir 5 modos de juego: Modo Historia, Modo Versus, Grand Prix, Carrera de Relevos, y Time Attack. En el Modo Historia, se juega un cuento narrado por Cid, en forma de un libro con figuras que se levantan al abrirlo. Aquellos que completen el modo historia son capaces de crear su propio corredor, así como desbloquear otros personajes secretos. En el Modo Versus, dos jugadores pueden jugar uno contra otro en el modo a pantalla partida. En el Modo Grand Prix, juegas contra corredores controlados por la máquina, en cuatro escenarios a tu elección. En Carrera de Relevos, eliges tres corredores para dicha modalidad. Por último, en el Modo Time Attack, el jugador puede jugar cualquier circuito e intentar batir a su récord y/o fantasma.

### Controles básicos
En la carrera, se puede acelerar, frenar, ir marcha atrás, activar Magic Stones (Piedras Mágicas), o usar una habilidad especial. Se podría considerar como otro movimiento el derrape, producido al pulsar acelerar y frenar a la vez, técnica bastante necesaria para el dominio del juego. Si los jugadores derrapan demasiado, acabarán perdiendo el control del vehículo, que dará vueltas sobre sí mismo. Al comienzo de cada carrera, si el corredor pulsa acelerar en el momento preciso, recibirá un turbo adicional al empezar.

### Magic Stones
En el mundo de Chocobo Racing, hay Magic Stones esparcidas por cada circuito. Mientras corre, el jugador puede recogerlas poniéndose en contacto con las mismas, o bien robárselas a otro jugador con la misma técnica, ya que las piedras recogidas te siguen detrás del vehículo. Con estas piedras en tu poder, puedes activar una serie de conjuros que, generalmente, darán una ventaja al jugador. Algunas Magic Stones, además, pueden incrementarse en potencia recogiendo dos o tres del mismo tipo seguidas. Se pueden llevar un máximo de 3 piedras a la vez. Las piedras mejoradas cuentan como el número de piedras recolectadas para dicha magia. Cada piedra tiene un símbolo que la representa, aparte de las que llevan un símbolo de interrogación, que significan "Piedra al azar".
La lista de Magic Stones es la siguiente:
- Haste Stones (Piedras Turbo). Simbolizadas por una flecha rosa en fondo verde. Una piedra lanza la magia "Haste", que proporcionan un turbo corto. Dos piedras lanzan "Haste2", un turbo de mayor duración, similar a la habilidad "Dash". Tres piedras lanzan "Haste3", un turbo de larga duración.
- Fire Stones (Piedras de Fuego). Simbolizadas por una llama. Una piedra lanza "Fire", una magia que envía una bola de fuego hacia el frente. Dos piedras invocan "Fira", una bola de fuego que persigue al oponente que vaya delante tuya, hasta chocar con algo. Tres piedras lanzan "Firaga", una bola de fuego que perseguirá a todos los oponentes en circuito. Según el nivel de dichas bolas de fuego, los contrincantes perderán más o menos tiempo.
- Ice Stones (Piedras de Hielo). Simbolizadas por una bola de hielo. Una piedra invoca "Blizzard", que deja un charco helado en el suelo. Dos piedras invocan "Blizzara" que deja seis de estos charcos en el suelo. Estos charcos hacen frenar a cualquier jugador que los pise. Por último, usando tres, se lanza "Blizzaga" que causa pérdida de control a todos los jugadores y los hace estrellar.
- Thunder Stones (Piedras de Rayo). Simbolizadas por un rayo. Una piedra lanza "Thunder", un rayo que cae sobre el oponente que tengas por delante. Puede ser esquivado con un giro rápido. Dos piedras lanzan "Thundara" que lanza 3 rayos a dicho oponente, siendo aún más difíciles de evitar. Usando tres piedras, lanzas "Thundaga" seis rayos por oponente, casi inesquivables, pero con un frenaso exagerado se logra evitarlo.
- Minimize Stones (Piedras Menguantes). Simbolizadas por un monigote azul pequeño. Una piedra invoca "Mini", reduciendo en un 25% el tamaño y velocidad de los oponentes. Con dos activas "Mini2" reduciéndolos en un 50%. Con tres, activas "Mini3" reduciéndolos un 75%, pudiendo ser aplastados.
- Reflect Stones (Piedras Reflejo). Simbolizadas por un espejo en fondo rosa. Estas piedras no pueden subirse de nivel, e invocan "Reflect", poniendo un escudo temporal al jugador que la use. Este escudo protege contra un ataque, devolviendo dicho ataque a su lanzador.
- Doom Stones (Piedras Muerte). Simbolizadas por una calavera. Estas piedras tampoco se pueden subir, pero invocan "Curse" al oponente más cercano. Esto hace que caiga sobre ellos una maldición, que les hará estrellarse tras 10 segundos. Si dicho jugador toca a otro oponente, le pasará la maldición, evitando a la vez caer en ella.
- Ultima Stones (Piedras Última). Simbolizadas por una estrella blanca. Una piedra invoca "Ultima", un potente hechizo que hace frenar a todos los jugadores. Dos piedras lanzan "Ultima2", haciendo a todos los jugadores estrellarse. Por último, con tres piedras, se lanza "Ultima3" el ataque más poderoso del juego, estrellando a todos los oponentes de forma exagerada, de una forma similar a la habilidad especial "Megaflare".

### Habilidades especiales
Las habilidades especiales son otro factor importante en Chocobo Racing. Antes de cada carrera, el jugador debe elegir una habilidad especial de entre las disponibles. Durante la carrera, puede activarse siempre y cuando la barra situada arriba a la izquierda esté completa. Por cada uso de la habilidad, el jugador debe esperar a que esta se recargue de nuevo. 
La lista de habilidades especiales es la siguiente:
- Dash: Permite al jugador usar un turbo similar a la magia "Haste2".
- Flap: Permite volar al personaje durante un rato, permitiéndole evitar hielo y otras trampas.
- Grip-Up: La manejabilidad del vehículo mejora temporalmente.
- Mug: Roba una Magic Stone a un oponente. Cuando te van a robar, puedes ver una figura que corre hacia tus piedras. Si antes de que llegue lanzas las magias, será incapaz de robarte.
- Magic Plus: Esta habilidad se activa automáticamente, y aumenta un nivel a la última piedra que posea el jugador, si este no ha llegado al límite. Si ha llegado o carece de piedras, la barra se quedará cargada hasta que pueda usarse.
- Barrier: Esta habilidad también se activa automáticamente, proporcionando un escudo similar a la magia "Reflect" pero de forma mucho más prolongada siempre que no se sea atacado. La barra no se carga hasta que el escudo se desvanece.
- Receive: Cuando un jugador con esta habilidad recibe un ataque, se generan las piedras usadas para dicho ataque, y son recibidas para poder usarlas.
- Charge: Permite un corto turbo, pero de mayor aceleración que "Haste". Además, permite atacar a los oponentes en ese corto instante.
- Megaflare: Esta habilidad tarda mucho en cargar, pero, al usarla, provoca el mismo efecto que "Ultima3", con la salvedad de que es imparable, a no ser que uno de los jugadores se tire en ese mismo instante por un barranco.
- Gunblade: El jugador recibe un turbo permanente hasta que alcanza el 1º puesto. Cada vez que adelanta a algún oponente, este recibe un golpe que lo hace estrellarse.

### Circuitos
El mundo de Chocobo Racing consta de 10 circuitos:
- Cid's Test Track:  Un pequeño circuito tras el laboratorio de Cid. Carece de curvas cerradas o trampas, siendo ideal para carreras fáciles o novatos.

- Moogle Forest: Una carrera a través del bosque, con zonas de hierba y algunos giros cerrados. Aquí se introduce a Mog y las Haste Stones.

- The Ancient Gate: Unas ruinas en las puertas de un poblado vigiladas por Golem. Tiene varios giros cerrados, e introduce las Fire Stones.

- Mythril Mines: Una pista basada en una mina de mitrilo abandonada. Incluye un atajo, varias curvas cerradas e introduce las Ice Stones y a Goblin.

- The Black Manor: Un circuito situado dentro del Bosque Maldito, que se introduce en una vieja mansión, hogar del Black Magician. Introduce las Thunder Stones, aparte de ser el primer circuito con barranco.

- Floating Gardens: Una pista en el cielo, llena de arcoíris y de peligrosas curvas. Introduce a White Mage y las Minimize Stones.

- Gingerbread Land: Un circuito rodeado de dulces, pasteles y demás. Incluye algún salto y varias curvas a cerradas, sin contar con algún barranco. Hogar de Chubby Chocobo, y donde aparecen las Reflect Stones. Hay un truco en este circuito, que puede ser realizado de dos maneras: 1- Muy cerca del salto que hay en el circuito, puedes poner algún Blizzard o Blizzara, para que el oponente que la pise disminuya su velocidad y no le alcanse para realizar el salto, y por efecto, cae y debe realizar toda la vuelta en el cuadro otra vez. 2- Cuando veas que algún oponente esté muy cerca de realizar el salto le lanzas algún poder que estés seguro que le va a pegar a él, para que disminuya su velocidad y caiga.

- Vulcan-O Valley: Una carrera a través de volcanes, con rocas que caen, peligrosos barrancos de lava, y una zona montañosa difícil de pasar. Introduce a Behemoth y las Doom Stones.

- Fantasia: Hogar de los Espers y de su líder, Bahamut. Una pista larga, y la más peligrosa, introduciendo numerosas curvas cerradas, barrancos, y todo tipo de trampas por el camino. Introduce las Ultima Stones. Tras jugarla en el Modo Historia, la desbloqueas en el resto de modos.

- F.F.VIII Circuit: El circuito más largo del juego, que, a pesar de carecer de barrancos, incluye multitud de curvas de todo tipo. Este circuito está basado en Final Fantasy VIII, y de hecho desbloqueas a Squall Leonhart (y este mismo circuito) al pasártelo, tras jugar por 2º vez el Modo Historia.

## Historia
La historia de Chocobo Racing toma prestados elementos de Final Fantasy II y Final Fantasy VI. Esta historia es narrada por Cid, y se cuenta a través del Modo Historia. Consta de nueve capítulos, y está presentada en forma de libro de cartulinas para niños, acompañada por algunos FMVs (imágenes creadas a computadora). Para avanzar a lo largo de este modo, el jugador debe derrotar al nuevo contrincante. Si ya has jugado ese capítulo con anterioridad, puedes elegir no ver la historia para empezar inmediatamente la carrera.

### Capítulo 1: Gadgets a go-go
La historia comienza con el inventor mecánico Cid, que presenta a Chocobo las "Jet-Blades", unos patines propulsados que le permitirían correr a gran velocidad. Tras dárselos, le pide a Chocobo que las pruebe en la pista tras su laboratorio. Una vez acabadas las satisfactorias pruebas, aparece Mog y pregunta a Cid por la máquina de carreras que le había encargado. Mog le había pedido dicha máquina sabiendo que Chocobo iba a recibir una. Cid le promete dársela al día siguiente, aunque admite ante Chocobo que, en realidad, se había olvidado por completo al respecto.

### Capítulo 2: Moogling Right Along!
Al día siguiente, Cid presenta a Mog su máquina de carreras, resultando ser una scooter. Mog se muestra receloso respecto a su velocidad, pero acaba aceptando una carrera contra Chocobo, que acaba perdiendo. Mog se queja de la poca habilidad de la scooter, pero Cid le responde que es debido a sus diferentes habilidades. Resulta que el secreto del "Dash" de Chocobo reside en un cristal azul que lleva en una pata. Mog se queja de su inferior habilidad "Flap", y desea también un cristal, así que Cid les pregunta por qué no se deciden a buscar más. Mog acepta, ansioso por obtener un cristal.

### Capítulo 3: A Life in Ruins!
Mog y Chocobo acaban llegando a unas ruinas, por donde deben pasar para continuar su aventura. Allí se encuentran con que están protegidas por un guardián, Golem. Este les avisa que es una zona peligrosa, y no deben avanzar bajo ningún motivo. Ambos le retan a una carrera, y le acaban ganando. Resulta que Golem también porta un cristal, que le da su habilidad "Grip-Up", así que Mog le dice que le dé el cristal. Golem acepta, siempre y cuando él mismo acompañe al cristal, uniéndose a la aventura.

### Capítulo 4: The Pleasure is Mine!
El nuevo trío de aventureros llegan a unas minas abandonadas, donde son atacados por un Goblin, que pretende robarles para dárselo a los pobres. Estos descubren que tiene un cristal, que le da la habilidad "Mug", y acaban retándose en una carrera, donde Goblin pierde. Este decide unirse también a la búsqueda, para echar vigilar a Mog de paso.

### Capítulo 5: Mind Your Manor!
Llega la noche, y los cuatro nuevos compañeros se encuentran con una mansión dentro de un bosque encantado. Mog es reacio a entrar, pero los otros tres deciden hacerlo. Acaba entrando detrás de ellos, para descubrir que hay un circuito, y que van a correr contra Black Magician, un mago negro, que posee el cristal con la habilidad "Magic Plus". Este acaba perdiendo, y uniéndose al equipo.

### Capítulo 6: Crystal Clear!
El ahora quinteto de amigos llega a Mysidia, hogar de hechiceras, donde se encuentran con White Mage, quien les dice que llevan "Magicite" (los cristales). Estos le preguntan qué sabe respecto a ellos, pero White Mage accede a cambio de una carrera, que pierde. Así, les cuenta que hay pedazos de Magicite esparcidos por todo el mundo. Hace tiempo estaban todos reunidos en un solo pedazo, pero la gente luchaba por conseguirlo, y un gran mago tuvo que romper el cristal en 8 pedazos, repartiéndolos por los cuatro vientos. Dicho enorme cristal volverá a su estado original cuando estos pedazos sean reunidos. Tras la historia, se une al equipo (para vigilar a Mog, como casi todos los integrantes).

### Capítulo 7: Maybe it's something I ate
Nuestro equipo de héroes está hambriento, pero Chubby Chocobo aparece ante ellos, dispuesto a comérselos. Este les acaba comentando que seguro que saben mejor que el cristal que se tragó, resultando ser uno de los ansiados cristales. Acaban corriendo, y Chubby Chocobo pierde. Como no es capaz de sacar el cristal de su estómago, se acaba uniendo, y así tienen otra tripa que alimentar.

### Capítulo 8: Won't you be my lava!
El grupo llega al lugar donde se encuentra el último cristal, en poder de un esper: Behemoth. Este aparece y los amenaza a muerte, pero a través de una carrera. Ganan, para variar, y, así, todos los cristales acaban reunidos. Estos comienzan a brillar...

### Capítulo 9: Final Fantasía
Los trozos de cristal comienzan a brillar, y entonces Mog se da cuenta de que él ya poseía un cristal, a pesar de no haberse dado cuenta. La puerta a Fantasía acaba abierta, hogar de los Espers. Nada más entrar, son recibidos por Bahamut, que decide someterlos a prueba a una última carrera, la cual pierde. Bahamut les recuerda, tras ello, que hubo muchas guerras debido al enorme cristal que han vuelto a formar, pero deja la puerta abierta, ya que todo tipo de razas se han unido para lograrlo. Así, ambos mundos viven en armonía a partir de ese día.

### Tras la historia
Tras completar el Modo Historia, el jugador recibe una puntuación dependiendo de sus diferentes tiempos de circuito, con un máximo de 100 puntos. Con esos puntos, se puede crear un corredor con habilidades y color a elección del jugador. Así, se pueden distribuir un máximo de 20 puntos por habilidad, siendo estas: Max Speed, Acceleration, Grip, Drift, y A.G.S., que determina lo rápido que se llena la barra de habilidad. Estos corredores personalizados se pueden usar en todos los modos exceptuando el Modo Historia. Solo los personajes iniciales, junto a Bahamut, son modificables.

## Personajes
Los corredores de Chocobo Racing están inspirados o directamente sacados de la saga Final Fantasy y otros de los juegos de Square. Los personajes principales pueden elegirse desde un primer momento, pero para desbloquear a los personajes secretos, el jugador debe acabar el Modo Historia cierto número de veces. Todos los personajes tras Squall están escondidos en la pantalla de selección, siendo necesario pulsar una combinación de botones para elegirlos.

### Personajes principales
- Chocobo conduce sobre los "Jet-Blades CR", unos patines turbopropulsados, fabricados por Cid. Su habilidad por defecto es "Dash".
- Mog conduce la scooter "Mog-Scooter R2". Su habilidad por defecto es "Flap".
- Golem conduce un kart llamado "Rockin Roller V8". Su habilidad por defecto es "Grip-Up".
- Goblin conduce una vagoneta denominada "Gob-Cart H4". Su habilidad por defecto es "Mug".
- Black Magician vuela sobre la nube mágica "MagiCloud MK-1". Su habilidad por defecto es "Magic Plus".
- White Mage vuela sobre la alfombra voladora "Cosmic Carpet". Su habilidad por defecto es "Barrier".
- Chubby Chocobo conduce en la bicicleta "Phat-Burner Plus". Su habilidad por defecto es "Receive".
- Behemoth conduce en un tanque llamado "Behemoth-Buggy 99". Su habilidad por defecto es "Charge".

### Personajes desbloqueables
Hay dos personajes desbloqueables tras derrotarlos en el Modo Historia:
- Bahamut vuela con sus "Dragon Wings". Su habilidad por defecto es "Megaflare". Desbloqueado al completar el Modo Historia una vez.
- Squall Leonhart, el protagonista de Final Fantasy VIII, conduce un coche llamado "The Tempest". Su habilidad por defecto es "Gunblade". Desbloqueado al completar el Modo Historia dos veces.

Además, hay otros personajes desbloqueables acabando el Modo Historia más veces, jugables poniendo el cursor sobre Squall y pulsando cierta combinación de gatillos:
- Cid's Tank es un tanque construido por Cid. Desbloqueado al completar el Modo Historia tres veces, pulsando L1 sobre Squall.
- Mumba es un pequeño personaje con forma de león de Final Fantasy VIII (llamado en ese juego "Moomba"). Desbloqueado al completar el Modo Historia cuatro veces, pulsando L2 sobre Squall.
- Cloud es el personaje principal de Final Fantasy VII. En Chocobo Racing conduce su moto. Desbloqueado al completar el Modo Historia cinco veces, pulsando R1 sobre Squall.
- Cactuar es otro conocido personaje de la saga, llamado también "Cactilion". Es el corredor más lento del juego. Desbloqueado al completar el Modo Historia seis veces, pulsando R2 sobre Squall.
- Aya del juego Parasite Eve, conduce un coche de policía. Desbloqueado al completar el Modo Historia siete veces, pulsando L1 y L2 sobre Squall.
- Classic Chocobo es un sprite de un Chocobo. Desbloqueado al completar el Modo Historia ocho veces, pulsando R1 y R2 sobre Squall.
- SS Invincible es la nave final de Final Fantasy III. Es el corredor más rápido del juego, con diferencia. Desbloqueado al completar el Modo Historia nueve veces, pulsando L1 y R1 sobre Squall.
- Jack es un sprite del juego 3-D WorldRunner. Desbloqueado al completar el Modo Historia diez veces, pulsando L2 y R2 sobre Squall.

## Banda sonora
Excepto una canción, el resto de músicas son remixes de temas conocidos de varias entregas de la serie Final Fantasy con otros títulos. A coninuación, se muestra una lista de las músicas del juego y, entre paréntesis, el título original y el juego del que procede:
- 01.- Dash de Chocobo (Chocobo Theme de Final Fantasy II)
- 02.- Choose a Chocobo (Chocobo Theme de Final Fantasy II)
- 03.- Chocobo's Theme (Final Fantasy II)
- 04.- Cid's Theme (Hey, Cid! de Final Fantasy IV)
- 05.- Mogri's Theme (Critter Tripper Fritter de Final Fantasy V)
- 06.- Pleasant Journey (Four Old Men's Theme de Final Fantasy III)
- 07.- Golem's Theme (The Old Castle de Final Fantasy II)
- 08.- Goblin's Theme (Pirates Ahoy! de Final Fantasy V)
- 09.- Bizarre Mystery (Last Battle de Final Fantasy III)
- 10.- Black Mage's Theme (Mystic Mysidia de Final Fantasy IV)
- 11.- White Mage's Theme (Town del primer Final Fantasy original)
- 12.- Crystal Legend (Prelude de Final Fantasy IV)
- 13.- Fat Chocobo's Theme (Fat Chocobo's Appearance de Final Fantasy IV)
- 14.- Behemoth's Theme (Into the Crystal Cave de Final Fantasy III)
- 15.- Phantom Beast Lord (Opening Theme de Final Fantasy VI y The Book of Sealings de Final Fantasy V)
- 16.- Make a Chocobo (Chocobo Theme de Final Fantasy II)
- 17.- Cid's Test Course (Chocobo Theme de Final Fantasy II)
- 18.- Mogri Forest (Approaching Sentiment del álbum Final Fantasy VI Special Tracks)
- 19.- Ruins of the Giants (Battle 2 de Final Fantasy III)
- 20.- Mithril Mines (Gurgu Volcano del primer Final Fantasy original)
- 21.- Black House (Magician's Tower de Final Fantasy II)
- 22.- Mysidia's Sky Garden (The New Origin de Final Fantasy V)
- 23.- Hungry Land (Chocobo Theme de Final Fantasy II)
- 24.- Gurgu Volcano (Battle 2 de Final Fantasy II)
- 25.- Illusion World (Last Battle 2 de Final Fantasy III)
- 26.- FFVIII Circuit (Don't Be Afraid de Final Fantasy VIII)
- 27.- Win! (Victory Fanfare del Final Fantasy original)
- 28.- Lose... (Chocobo Theme de Final Fantasy II)
- 29.- The World's Tomorrow (Chocobo Theme de Final Fantasy II)
- 30.- Kokoro no Takarabako (canción de los títulos de créditos finales de la versión japonesa. La misma canción fue traducida y adaptada en inglés para el mercado occidental con el título Diamonds in my Heart)